# Ламбада
Ламбада је плес из Бразила. Крајем 80-тих година прошлог века овај плес се раширио по Европи, Филипинима и по целој Латино Америци. Плес је прихватио покрете из других плесова као што су фаро и салса. Ламбада је плес за парове. Плесачи играју тако што кораци иду у страну, окрећу се и савијају. Оригиналан плес нема кораке у напред и назад, већ само веома наглашене покрета кукова. Стандардизован начин облачења за плесачице биле су кратке лепршаве сукње, а за плесаче дугачке панталоне.

## Настанак

### Carimbo
Carimbo је плес из времена када је Бразил био португалска колонија, тада је био популаран на северу земље. Познат је и као забрањени плес. Ритам су правили ударањем о дрвене бубњеве. Овај плес се састојао из окрета и њихања кукова у страну што је ће постати основни покрети ламбаде.

### Порекло
После неког времена радио станица у Белему почела је да назива нову музику "ритам ламбаде". Ламбада је мешавина нове музике и старог плеса. Ламбада не португалском значи "снажни ударац". Разликује се од других латиноамеричких плесова по томе што плесачи својим телима подражавају покрет таласа.

## Карневал у Бахији
Ламбада се проширила обалом док није стигла до Бахије, где је измењена под утицајем плеса Фаро. На Карневалу у Бахији сваке године су се појављивали нови плесови који су нестајали када оду туристи. Ламбада се као плес на карневалу појавила 1988. године.

## Музика
Године 1988, француски предузетних, Оливер Ламоте, посетио је Порто Дегуро у Бразилу и открио локални плес који је уско повезан са ламбадом и боливијском мелодијом. Група Kaoma од пар музичара је путовала Европом и промовисала мелодију. Француска група Kaoma је снимила песму Ламбада, која је постала хит широм света. 1989. године продата у 5 милиона примерака. Песму се на португалском зове "Llorando se fue" што значи плачем јер је отишла/отишао. Током највеће популарности била је на 46 месту на листи од 100 најбољих.